# Валькирия (Marvel Comics)
Валькирия (англ. Valkyrie), также известная под своим настоящим именем Брунгильда (англ. Brunnhilde) — персонаж комиксов издательства Marvel Comics, созданный Роем Томасом и Джоном Буссема и  основанный на персонаже Песни о Нибелунгах Брюнхильде. Впервые появилась в The Avengers #83 (декабрь 1970) и стала оплотом команды супергероев, известной как Защитники. Асгардианка по рождению, Брунгильда была выбрана Одином для руководства Валькириями. На протяжении своей жизни неоднократно вселялась в тела земных женщин для выполнения различных заданий на Земле, во время вселения использовала имя своего носителя. Среди её носителей были Барбара Норрис, Саманта Паррингтон, Шан Боуэн и Аннабель Риггс: Саманта Паррингтон впоследствии также получила способности Валькирии и стала членом команды Защитников. Одноразовый любовный интерес её союзника Тора, её псевдоним Ригга, откровенная бисексуалка. Валькирия заняла 30-е место в списке IGN «Топ 50 мстителей»,  и 65-е место в списке «100 самых сексуальных женщин в комиксах».
В Кинематографической вселенной Marvel Валькирия впервые появилась в фильме «Тор: Рагнарёк», где её сыграла актриса Тесса Томпсон.

## История публикации
Валькирия впервые появилась в The Avengers #83 (декабрь 1970) как одно из воплощений Чаровницы и была создана Роем Томасом и Джоном Буссемой. В The Incredible Hulk #142 (август 1971) Томас сделал Валькирию (в теле смертной женщины Саманты Паррингтон) противницей Халка .
В The Defenders #4 писатель Стив Энглехарт и художник Сал Буссема ввели Валькирию (в теле другой смертной женщины — Барбары Норрис) в состав Защитников. По словам Энглехарта, это было сделано для того, чтобы «добавить команде некоторое разнообразие». Стив Гербер ввёл в сюжет Джека Норрисса — бывшего мужа Барбары, не узнанного Валькирией. Писатели Дэвид Энтони Крафт и Эд Ханниган частично раскрыли предысторию Валькирии в The Defenders #66-68 (декабрь 1978 — февраль 1979). Три года спустя писатели Дж. М. ДеМаттейс и Марк Грюнвальд разрешили в The Defenders #107-109 (май — июль 1982 ) все оставшиеся вопросы по предыстории персонажа.
Валькирия оставалась членом Защитников на протяжении большей части серии и, по-видимому, была убита в последнем выпуске #152 (февраль 1986). По словам писателя Питера Б. Гиллиса, смерть Валькирии была частью плана редакции, который предусматривал использование выживших Защитников в X-Factor. Валькирия была возвращена к жизни в сюжетной линии Доктора Стрэнджа, написанной Джиллисом в 1988 году и несколько раз эпизодически появлялась в комиксах на протяжении 1990-х годов.
В 2001 году писатель Курт Бузиек и соавтор/художник Эрик Ларсен возродили серию Защитников и восстановили Саманту Паррингтон как смертное воплощение Валькирии. Асгардское воплощение Валькирии вновь появилось в комиксе Tragic Opera, выдержавшем только один выпуск; затем она регулярно появлялась на протяжении всей серии Secret Avengers, начиная с #1 (июль 2010) и вплоть до финального выпуска #37 (март 2013). В 2013 году Валькирия появляется в серии Каллена Бунна и Уилла Слайни Fearless Defenders.

## Биография
Брунгильда была выбрана Одином, королём богов царства Асгарда, чтобы возглавить Валькирий («выбирающих убитых») — группу богинь-воинов, которая появлялась на полях сражений смертных поклонников богов Асгардов и выбирали падших, достойных того, чтобы их отвезли в Вальхаллу. Брунгильда служила в этом качестве на протяжении столетий.
Согласно разумному бестелесному глазу, который утверждал, что когда-то принадлежал Одину, асгардийский монарх однажды дал своему сыну Тору сметрную личность воина Зигмунда. Обстоятельства заставили Одина дать указание о том, что Зигмунд должен быть убит. Брунгильда, признавая, что Один действовал против его истинных желаний, стремилась защитить Зигмунда, но Один всё же организовал его смерть. Брунгильда помогла беременной любовнице Зигмунда, Сиглинде добраться в безопасное место. Тогда Один, в наказание за непослушание его воле, лишил Бронгильду асгардской силы и бессмертия и погрузил её в транс. Из него она была разбужена Зигфридом, сыном Зигмунда и Зиглинды и ещё одним смертным воплощением Тора.
Брунгильда и Зигфрид стали любовниками: она сделала его неуязвимым, пока его спина не была повернута к противнику. Однако Зигфрид, попавший под влияние чёрной магии, предал её. Позже его убили и Брунгильда, всё ещё любившая его, сожгла себя на похоронном костре (эта часть её истории была основана на Саге о Вёльсунгах). Один возвратил обоих к жизни, восстановив их асгардские способности и силы, но стёр воспоминания об их земных жизнях.
Брунгильда и её напарницы продолжали доставлять героических смертных воинов в Вальхаллу, однако примерно тысячу лет назад Один был вынужден прекратить практически всё взаимодействие с Землёй в соответствии с договором, заключённым между ним и лидерами других пантеонов земных богов, созданных Целестиалами. С этого момента Валькирии могли доставлять в Вальгаллу только убитых героев из числа павших асгардских воинов. Брунгильда была расстроена, когда ей не разрешалось брать воинов на Земле, и бесцельно бродила по Асгарду. В таверне на окраине Марморагара Брунгильда встретила Амору Чародейку, которая предложила ей приключенческую жизнь. Несколько недель Брунгильда сопровождала Чародейку во время её завоеваний. Брунгильда вскоре обнаружила безнравственный характер Аморы и попыталась положить конец их партнёрству. В ответ Чародейка заточила Брунгильду в мистический кристалл душ. Хотя тело Брунгильды оставалось в подвешенном состоянии, её бессмертная душа стала игрушкой для Аморы. На протяжении веков Чаровница использовала духовную сущность Брунгильды, чтобы забирать силы Валькирии себе или приспешникам.
Конкретные случаи эксплуатации Аморой Валькирии до последних лет были известны. В первый раз, когда Чаровница приняла физический облик Валькирии в последние годы, она была в заговоре с горсткой женщин-сверхлюдей против сверхлюдей Мстителей известных как Леди Освободительницы.  Её подлинная личность была обнаружена и её план был сорван. Месяцы спустя, Чаровница даровала силу "Валькирии" на светской львице по имени Саманта Паррингтон в попытке отомстить Халку.
Наконец, женщина, сбитая с ума от того, что оказалась в ловушке другого мистического измерения, Барбара Норрис получила силу и сознание Валькирии Чаровницей, чтобы помочь ей тогда союзникам, группе сверхлюдей, называемых Защитниками, уйти от лап колдуньи Казиолены, Амора не отменила заклинание на Норрисс после поражения Казиолены. В результате тело Норрисс теперь обладало сознанием Брунгильды, её внешностью и силой, в то время как собственная психическая сущность Норрисс была захвачена реальным телом Брунгильды в Асгарде. Зная, что она была бессмертной сущностью в теле смертной женщины, Валькирия ненадолго покинула Защитников, пытаясь открыть прошлое Барбары Норрисс. Она встречает отца Норрисс, Элвина Дентона, незадолго до его смерти, а затем возвращается к Защитникам.
Только после того, как второстепенный асгардский воин по имени Оллер попытался захватить Вальхаллу, первые два смешанных аспекта Валькирии встретились в первый раз. Психическая сущность Брунгильды, оказавшаяся в преобразованном теле Норрисс, сражалась с разумной сущностью Норрисс, оказавшейся в ловушке реального тела Брунгильды. В конце этой встречи тело Валькирии, все ещё обладавшее разумом Норрисс, было отправлено в Нифльхейм, царство, населённое духами не героических Асгардских мертвецов, в то время как разум Брунгильды в преображённом теле Норрисс сопровождал Защитников, которые совершили с ней путешествие в другую сторону, обратно на Землю.
По неизвестным причинам Брунгильда в это время не беспокоилась о воссоединении своего разума с её истинным телом. Только когда тело Барбары Норрисс было убито, дух и разум Валькирии были непреднамеренно освобождены от своего смертного хозяина. С помощью колдовства Доктора Стрэнджа Брунгильда вернула своё истинное тело, которое было спасено от Нифльхейма Чаровницей. Вернувшись в своё истинное тело, Брунгильда вернула себе полную память и обычную личность воина. Затем Брунгильда сразилась с Аморой и изгнала её в кристалл душ. Чувствуя себя отчуждённым от Асгарда  и Одинав целом, в частности за их пренебрежения к её многолетнему бедственному положению, Брунгильда предпочла вернуться на Землю к Защитниками.
Один поставил опасную мощную богиню самозванку Мундрагон на поручение Брунгильды. Брунгильда должна была учить Мундрагону смирению, а Мундрагон служила вместе с Брунгильдой в Защитниках. Брунгильда должна была принять меры против Мундрагон, если она снова станет угрозой. В конце концов Мундрагон реформировалась, но позже она снова упала под злобным влиянием чужой сущности, названной Лунным Драконом. Мундрагон атаковала Защитников, но Брунгильда, учитывая временные дополнительные силы Одина по этому поводу, включая способность расти до гигантских размеров, выступила против неё. Брунгильда вызвала других Валькирий на помощь и вместе с двумя другими Защитниками, Архангелом и Облаком, они победили Мундрагон, но не смогли захватить её.
Месяцы спустя Мудрагон вернулась, чтобы напасть на Защитников. Во время этой встречи её сила была значительно увеличена Потусторонним. Чтобы победить Дракона, Брунгильда и Вечный, называемый «Интерлопером», проецировали на него свои бессмертные жизненные силы. К ним присоединился член «Защитников» Андромеда и бывший противник Защитников Умертвлятель, поскольку необходимо, чтобы жизненные силы Брунгильды и Интерлопера проходили через «смертные инструменты», чтобы победить Мундрагон. Объединяя руки, четыре союзника направили огромную силу своих объединённых жизненных сил в Дракона, Мундрагон и Горгулью II, чьё тело теперь находилось под контролем Дракона. Три других Защитника отправились спасать находящихся под угрозой исчезновения невинных людей, и когда они вернулись, Брунгильда, Интерлопер, Андромеда, Умертвлятель, Лунный Дракон и Горгулья были превращены в статуи пепла и пыли, и Лунный Дракон, по-видимому, исчез.
Брунгильда была возвращена к жизни доктором Стрэнджем, теперь в принимающей тело женщины, известной как Сиан Боуэн. Другие Защитники, Интерполер, Андромеда и Умертвлятель также были воскрешены и они сформировали Круг Драконов, чтобы сразиться с Лунным Драконом. После того, как Лунный Дракон был побеждён, Брунгильда вернулась в Асгард. Брунгильда была убита в битве незадолго до уничтожения Локи Асгарда.
С возвращением Асгардцев на Землю Брунгильду впоследствии рассматривали как члена Секретных Мстителей. Писатель Эд Брубейкер подтвердил, что Валькирия в команде действительно была оригинальной Брунгильдой.
После Страха во плоти в 2011 году Брунгильда, казалось бы, обнаружила недостатки у Секретных Мстителей, приступая к миссии, чтобы украсть и восстановить для себя молоты, используемые «Достойными» слугами Кула. Позже она обнаружила, что перестала потреблять яблоки Идунна, тем самым уменьшая свою выносливость, упругость и возвращаясь к смертной форме, а в качестве Валькирии она может запечатать в себе молоты. Она планирует умереть после того, как дело будет закончено, чтобы изгнать достойного из человеческого плана существования всю оставшуюся вечность. В конце серии Все Матери (Фрейя, Гея и Идунн) задают ей задачу выбрать новую группу Валькирий. Только на этот раз новые Валькирии должны быть всеми женщинами с Земли.
Во время сюжета AXIS 2014 года Валькирия входит в число героев, набранных изменённым Доктором Думом, чтобы присоединиться к его команде Мстителей.
В 2017 году в сюжетной линии Монстры на Свободе, Валькирия и Ипполита ведут борьбу с монстром Левиафаном в Эдинбурге.

## Силы и способности
Брунгильда — самая сильная из всех Валькирий. Как и у других Валькирий, её тело в несколько раз плотнее, чем людей. Она не бессмертна, но стареет гораздо медленнее, чем люди. Валькирия невосприимчива ко всем земным болезням, и её трудно травмировать. Её асгардская физиология предоставляет ей повышенный уровень выносливости. Валькирия может воспринимать приближение смерти в виде «смертельного света», окружающего тело человека. Она не знает, как придёт смерть, но она может сказать, что это неизбежно. Валькирия может транспортировать себя и умирающего или мертвого тела в царство мертвых и из него, желая этого. Валькирия провела обширную подготовку по борьбе с мечами, а также к безоружным боям и верховой езде. Её естественные боевые способности являются одними из лучших среди всех асгардцев, которые соответствуют только Сиф.

### Оружие и снаряжение
Валькирия владеет двумя основными видами оружия.
- Очарованный меч по имени Драконский клык. Говорят, что волшебник по имени Каджи-Да вырезал меч из зуба экстра-мерного дракона. Меч в конце концов перешёл во владение Старейшины, который, в свою очередь, отдал его своему ученику Доктору Стрэнджу. Стрэндж вернул его Валькирии, после того как она завещала практически нерушимому Эбеновый клинок Чёрного рыцаря его законному владельцу.
- Неименованное железное копьё.

Валькирия передвигается на крылатом коне по имени Арагорн. Он был подарен ей нынешним Чёрным Рыцарем.

## Другие персонажи по имени Валькирия
Чаровница сначала превратила Саманту Паррингтон в Валькирию, чтобы отомстить Халку. На Земле Плутон и Лорелея значительно позже восстановили силы Валькирии в Саманте Паррингтон. Плутон обманул Лорелею, хотя, стёр её память, истощая её силы и превращая её в дубликат Валькирии. В то время как Саманта использовала Плутона, чтобы превратить Землю в царство мертвых, Лорелея была найдена Защитником Ночным Ястребом, который считал, что она настоящая Валькирия и сделала её Защитником, хотя она никогда этого не говорила. Когда Защитники попытались остановить Плутона, Лорелея сражалась с Самантой и была восстановлен до прежнего «Я». Саманта была освобождена от контроля Плутона, и она снова стала частью Защитников как Валькирия. Она и её товарищ по команде Адская Кошка позже собрались вместе, и Паррингтон вспомнила своё настоящее имя, когда кто-то назвал её своим прозвищем «Сэм». Затем два супергероя встретились с её родителями, которые думали, что её превращение в Валькирию было всего лишь фазой, которую она переживала. Её родители гордятся тем, что она гордится ею и превратили свой особняк в базу Защитников.
Когда Тор сошёл с ума от безумия воина, его безумие проявилось как женщина, также называемая Валькирия. Этот Валькирия не имел никакого отношения к обычным Валькириям и имел иной внешний вид.

## Альтернативные версии
Ultimate Marvel
Ultimate Валькирия — это 19-летняя девушка по имени Барбара Норрис, которая стремится играть публичную роль супергероя, несмотря на то, что сначала не имеет реальных способностей или навыков. Она описывает себя как женщину Тора, только без молота, сил или погодных способностей. Когда Хэнк Пим был уволен из Ультиматов, он решил присоединиться к Защитникам, группе добросердечных, но бредовых, немного дальних людей, влюблённых в супергероев, но без сил и исключительных способностей. Именно так она познакомилась с Барбарой, которая называла себя Женщиной Тором, рассказывая Пиму во время интродукций, что, хотя у неё нет никаких сил, она широко владеет боевыми искусствами. Это оказалось ложью, чтобы произвести впечатление на Пима; она позже призналась ему, что едва добралась до оранжевого пояса в каратэ, и потребовалось несколько попыток пройти тест.
Далее Валькирия появляется в The Ultimates 3 #1, теперь, по-видимому, сверхсильная, верхом на чёрном Пегасе и обладает большим, предположительно мистическим мечом, который она использует, чтобы расщепить Венома почти надвое, но похоже не знает, где эти силы или оружие. В этот момент она была в романтических отношениях с Тором в течение недели и несмотря на культурные различия, они очень близки и намекают на то, что они влюблены. С момента своего последнего появления ей, по-видимому, была предоставлена сверхпрочность и ограниченная неуязвимость; другие сверхчеловеческие атрибуты и способности остаются неизвестными. Она говорит с особым акцентом на долину и хотя она кажется не самой умной из ей товарищей по команде, она компенсирует это своей лояльностью, особенно Тору, и её большому, а также очень сильному сердцу. В нескольких моментах она делает ссылки на то, что жила спокойной нормальной человеческой жизнью, прежде чем стала сверхчеловеком. Она предполагает, что она больше похожа на Тора, чем может показаться, возможно, это означает, что у них может быть какое-то общее наследие Асгарда. Её самый глубокий страх возвращается к бессильному, бедному, и довольно комично обыденному существованию, которое она имела прежде. Столкнувшись с этим страхом вдохновляющим иллюзиями Повелителя Разума незадолго до того, как её два похитителя решают напасть на неё для полового акта, она лишается иллюзии теневой фигуры, которая утверждает, что является источником её новых способностей; она затем отвечает, убивая Повелителя Разума и расчленяя своего партнёра Пиро, беря в обе руки на запястья свой меч.
Во время сюжетной линии «Ультиматум» 2009 года выяснилось, что Валькирия была убита и доставлена в Вальгаллу, послегалактическую жизнь Асгарда для павших воинов, возглавляемых Хелой, богиней Асгарда, которая представлена как и большинство других богов Асгардов у власти и станции. Тор узнаёт об этом и переносит себя в измерение Хелы, требуя, чтобы он снова оставил Валькирию. Хела, затем заявляет, что, если он способен преодолеть вызов, представленный ему, он сможет вернуть Валькирию в землю живых. В середине следующей битвы Тор обнаруживает, что душа Капитана Америки тоже там, и была убита в реальном мире. Тор и Капитан Америка выигрывают вызов, и Хела удовлетворяет просьбу Тора, но с уловкой, когда душа вошла в царство Хелы, она не может уйти, не будучи заменённой, поэтому Тор отказывается от своей души, чтобы Валькирия могла жить, а Хела вернула её  на Землю, целую и невредимую (Капитану Америка также даётся отсрочка на его душу и возвращается на Землю, но как это работало с условием «Кровотечения души» не рассматривается), в то время как душа Тора остаётся жить после смерти. Валькирия, разъярённая и разбитая сердцем по утрате и жертве своей любви снова присоединяется к битве и атакует Магнето, пытаясь получить молот Тора и размахивает рукой. Затем Магнето использует свои силы, чтобы перерезать ей горло. Затем её ненадолго показывают, все ещё живую, пока Магнето не падает на неё. Её судьба остаётся неизвестной до Нового Ультиматума, где обнаруживается, что теперь она владеет молотом Тора. Она теряет его в битве с Защитниками, у которых теперь есть сверхчеловеческие способности из-за вмешательства Локи. Она убита в битве, которая позволяет Тору воскресить и встретиться с Локи. Во время битвы Локи внезапно убивается копьём, брошенным Валькирией. Хотя, очевидно, она снова жива показывает, что теперь она слуга Хелы и отправляется с телом Локи, но не прежде, чем попросить Тора защитить Землю, к которой она когда-то принадлежала.

## Вне комиксов

### Фильмы
- Брунгильда появляется в мультфильме «Халк против Тора» DVD сегмента «Халк против», озвучена некредитованной Николь Оливер. Она и её войска Валькирий защищают Асгард от нападения Халка, который отделился от Брюса Бэннера с помощью Локи. Она сразу же погибает от Халка, когда она нападает на него.
- Брунгильда появляется в мультфильме «Тор: Сказания Асгарда». озвучила Кэти Везелюк.
- актриса-метис Тесса Томпсон сыграла Валькирию в фильме «Тор: Рагнарёк»[54]. Там все Валькирии были убиты Хелой, когда Один послал их, чтобы остановить её. Единственная оставшаяся в живых Валькирия видна во флэшбэке, спасённая товарищем воином, которая приняла на себя удар копьём вместо неё. Она оказалась на Сакааре, где стала работать на Грандмастера (под именем «Забияка 142») и подружилась с Халком, который тоже очутился там после событий в Заковии. Когда появляется Тор, она была сначала не заинтересована в работе с ним, но меняет своё мнение и они планируют бежать. Они добираются до Асгарда и она помогает выжившему населению эвакуироваться. Затем она продолжает путешествовать вместе со своими новыми союзниками.
- Тесса Томпсон вернулась к роли Валькирии в фильме «Мстители: Финал». В начале фильма она помогает в строительстве Нового Асгарда на Земле. Затем она появляется в последней битве с армией Таноса из прошлого. После всего этого Тор улетает со Стражами Галактики и называет Валькирию королевой Нового Асгарда.
- Валькирия в исполнении Тессы Томпсон появляется в фильме «Тор: Любовь и гром». Она является королём Нового Асгарда и помогает Тору, Джейн Фостер и Коргу в борьбе против Горра.

### Телевидение
- Валькирия появляется в эпизодах Создан только для целования, Ментальный организм в мультсериале «Супергеройский отряд». Озвучила Мишель Трахтенберг[55]. Тор влюбляется в неё, когда она помогает Мисс Марвел, Тору, и Железному Человеку в бою с Мерзостью, Фин Фан Фумом, и МОДОКом. Когда Железный Человек пытается пригласить Валькирию на спектакль «Поездка на Валькирии», Валькирия отклоняет предложение, отмечая, что Железный Человек не смог бы собрать фракцию Бесконечности Меча.
- Валькирия появляется в эпизоде «Падение Асгарда» мультсериала «Мстители. Величайшие герои Земли». Озвучила Коллин О'Шонесси. Она, Сиф и другие Валькирии спасают Человека муравья и Осу от Юмира и Ледяных Гигантов.

### Видеоигры
- Валькирия появляется как NPC в видеоигре Marvel: Ultimate Alliance, озвученная Никой Футтерман.
- Валькирия — играбельный персонаж в Marvel Super Hero Squad Online, озвученная Греей ДеЛилсой.
- Валькирия появилась как заблокированный персонаж в Marvel: Avengers Alliance, доступный только после завершения задач Spec Ops 5. Затем она стала постоянным рекрутом.
- Валькирия появляется в Marvel Heroes, озвучена Мишель Артур.
- Валькирия — играбельный персонаж в Lego Marvel’s Avengers. Озвучена Мэри Элизабет МакГлинн. Она встречается в центре Асгарда, где просит помочь игроку найти женщин асгардских воинов, чтобы присоединиться к её армии Валькирий.
- Киноверсия Валькирии — играбельный персонаж в Lego Marvel Super Heroes 2[56].
- В Marvel Avengers Academy появляется подростковая версия Валькирии (основанная на её воплощении в кино).